# 格利斯強卡河
赫利斯強卡河（烏克蘭語：Глистянка），是烏克蘭東北部的河流，屬於埃斯曼河的支流。該河流經蘇梅州的科諾托普區，河口處在古巴里夫希納西北面，河道全長18公里。